# Jurijus Veklenko
Jurijus Veklenko (né le 6 juillet 1990 à Klaipėda), également connu sous le nom de Jurijus, est un chanteur lituanien.

## Concours Eurovision de la chanson
Veklenko a déjà participé au Concours Eurovision de la chanson 2015 en tant que second chanteur de Monika Linkytė et de Vaidas Baumila dans leur interprétation de This Time.
Veklenko a remporté la finale nationale lituanienne 2019 avec la chanson Run with the Lions et représentera son pays au Concours Eurovision de la chanson 2019 à Tel Aviv.

## Discographie

### Singles
| Année | Titre              | Album            |
| ----- | ------------------ | ---------------- |
| 2018  | Kartais            | Non-album single |
| 2019  | Run with the Lions | Non-album single |